# トーマスカントル
トーマスカントル（独:Thomaskantor）は、ライプツィヒ聖トーマス教会のカントルである。

## 仕事
教会の合唱団や礼拝の音楽を取り仕切る。その付属小学校の教職に当たったり、多くは、ライプツィヒ市全体の音楽監督にもなった。
ヨハン・ゼバスティアン・バッハもこの職に就き、トーマス教会少年合唱団を率いて週1回礼拝でカンタータを演奏し、街のさまざまな行事にも相応しい音楽を作曲、演奏した。

## 主な歴代カントル

### バッハ時代
- ゼトゥス・カルヴィジウス（1594年 - 1615年）
- ヨハン・ヘルマン・シャイン（1616年 - 1630年）
- ヨハン・シェッレ（1677年 - 1701年）
- ヨハン・クーナウ（1701年 - 1722年）
- ヨハン・ゼバスティアン・バッハ（1723年 - 1750年）
- ヨハン・フリードリヒ・ドーレス（1756年 - 1789年）
- ヨハン・アダム・ヒラー（1789年 - 1800年）
- ゴットフリート・ヴァイニング（1823年 - 1842年）

### 20世紀以降
- カール・シュトラウベ（1918年 - 1940年）
- ギュンター・ラミン（1940年 - 1956年）
- クルト・トーマス（1957年 - 1961年）
- エアハルト・マウエルスベルガー（1962年 - 1971年）
- ハンス＝ヨアヒム・ロッチュ（1972年 - 1991年）
- ゲオルク・クリストフ・ビラー（1992年 - 2015年）
- ゴットホルト・シュヴァルツ（2016年 - 2021年）
- アンドレアス・ライゼ（2021年 - ）[1]

## その他の関係者
- カール・リヒター - ライプツィヒ音楽大学においてシュトラウベとラミンに学び、1949年から1951年にかけて、聖トーマス教会のオルガニストを務めた。